# Вукосавци (Аранђеловац)
Вукосавци су насеље у Србији у општини Аранђеловац у Шумадијском округу. Према попису из 2022. има 187 становника (према попису из 2011. било је 297 становника).

## Демографија
У насељу Вукосавци живи 353 пунолетна становника, а просечна старост становништва износи 49,9 година (47,6 код мушкараца и 52,1 код жена). У насељу има 154 домаћинства, а просечан број чланова по домаћинству је 2,67.
Ово насеље је скоро у потпуности насељено Србима (према попису из 2002. године), а у последња три пописа, примећен је пад у броју становника.
|  |

| Демографија | Демографија | Демографија |
| Година      | Становника  | Становника  |
| ----------- | ----------- | ----------- |
| 1948.       | 1.028       |             |
| 1953.       | 1.035       |             |
| 1961.       | 981         |             |
| 1971.       | 832         |             |
| 1981.       | 641         |             |
| 1991.       | 509         | 494         |
| 2002.       | 411         | 436         |
| 2011.       | 297         |             |
| 2022.       | 187         |             |

| Етнички састав према попису из 2002.‍ | Етнички састав према попису из 2002.‍ | Етнички састав према попису из 2002.‍ | Етнички састав према попису из 2002.‍ | Етнички састав према попису из 2002.‍ |
| ------------------------------------ | ------------------------------------ | ------------------------------------ | ------------------------------------ | ------------------------------------ |
|                                      |                                      |                                      |                                      |                                      |
| Срби                                 | Срби                                 |                                      | 410                                  | 99,75%                               |
| непознато                            | непознато                            |                                      | 1                                    | 0,24%                                |

| Година пописа     | 1948. | 1953. | 1961. | 1971. | 1981. | 1991. | 2002. |
| ----------------- | ----- | ----- | ----- | ----- | ----- | ----- | ----- |
| Број домаћинстава | 209   | 209   | 219   | 205   | 185   | 165   | 154   |

| Број чланова      | 1  | 2  | 3  | 4 | 5  | 6  | 7 | 8 | 9 | 10 и више | Просек |
| ----------------- | -- | -- | -- | - | -- | -- | - | - | - | --------- | ------ |
| Број домаћинстава | 45 | 46 | 23 | 9 | 19 | 10 | 2 | 0 | 0 | 0         | 2,67   |

| Пол    | Укупно | Неожењен/Неудата | Ожењен/Удата | Удовац/Удовица | Разведен/Разведена | Непознато |
| ------ | ------ | ---------------- | ------------ | -------------- | ------------------ | --------- |
| Мушки  | 179    | 48               | 114          | 9              | 8                  | 0         |
| Женски | 184    | 12               | 113          | 55             | 4                  | 0         |
| УКУПНО | 363    | 60               | 227          | 64             | 12                 | 0         |

| Пол    | Укупно                    | Пољопривреда, лов и шумарство | Рибарство                            | Вађење руде и камена | Прерађивачка индустрија       |
| ------ | ------------------------- | ----------------------------- | ------------------------------------ | -------------------- | ----------------------------- |
| Мушки  | 107                       | 49                            | 0                                    | 2                    | 38                            |
| Женски | 71                        | 57                            | 0                                    | 0                    | 11                            |
| УКУПНО | 178                       | 106                           | 0                                    | 2                    | 49                            |
| Пол    | Производња и снабдевање   | Грађевинарство                | Трговина                             | Хотели и ресторани   | Саобраћај, складиштење и везе |
| Мушки  | 0                         | 4                             | 4                                    | 0                    | 5                             |
| Женски | 0                         | 0                             | 1                                    | 0                    | 1                             |
| УКУПНО | 0                         | 4                             | 5                                    | 0                    | 6                             |
| Пол    | Финансијско посредовање   | Некретнине                    | Државна управа и одбрана             | Образовање           | Здравствени и социјални рад   |
| Мушки  | 0                         | 1                             | 1                                    | 0                    | 1                             |
| Женски | 0                         | 0                             | 0                                    | 1                    | 0                             |
| УКУПНО | 0                         | 1                             | 1                                    | 1                    | 1                             |
| Пол    | Остале услужне активности | Приватна домаћинства          | Екстериторијалне организације и тела | Непознато            | Непознато                     |
| Мушки  | 2                         | 0                             | 0                                    | 0                    | 0                             |
| Женски | 0                         | 0                             | 0                                    | 0                    | 0                             |
| УКУПНО | 2                         | 0                             | 0                                    | 0                    | 0                             |